# 口唇閉鎖不全
口唇閉鎖不全（こうしんへいさふぜん）は口元が緩く常に口が開いている状態で、いわゆる「お口ぽかん」と呼ばれている。
閉じようと思っても唇がきちんと閉まらず、上顎前歯が常に見えていて、上唇は富士山形、下口唇はたらこ唇で粘膜面の光っている部分が見えるような状態になっている。口腔習癖の一つである。

## 歯の着色
口腔内が乾燥することで唾液の自浄作用が損なわれるため、歯に着色がつきやすくなる。上顎前歯の歯面切端より半分くらいの位置に、口唇のラインに沿って着色がある場合は、ほぼ口唇閉鎖不全があるとみて間違いない。
口臭の原因にもなる。

## 口腔機能訓練
鼻呼吸ができていない場合、呼吸のために口は開けざるを得ず、口唇閉鎖不全を改善できないので、先に口呼吸を改善する。
機能訓練としては、とにかく唇を閉じるように指導する。指導している最中にもすぐに「唇が開いてしまう」という状態になるので、まずは鏡などで確認しながら“自覚”することが大事である。唇を閉じたときに粘膜面（唇の光沢のある部分）が見えないように、しっかり閉じる練習をする。
筋力が足りない場合は基礎的な口輪筋トレーニングを行う。筋力がある程度つけば、持続的な口唇閉鎖を身につけるために割り箸をくわえるトレーニングを取り入れることで、口唇に意識を向けられるようになり、効果がある。また、筋力がつくと二次的に口角が上がるようになるため、美容面でのモチベーションにつながる。
口輪筋トレーニングは、専用の器具（りっぷるとれーなーやパタカラなど）を使用する。大きめのボタンに紐をくくりつけた自家製の物でも良い。
また、山口県では風船ガムを使用したトレーニングが推奨されている。
鹿児島大学によると「あいうべ体操」が有効であるとしている。

## 口唇閉鎖力検査
口輪筋のトレーニングの目安として、口唇閉鎖力検査を推奨している。2020年4月の診療報酬改定により、口唇閉鎖力検査が健康保険適応になった。代表的な検査機器として、株式会社松風から発売されている「りっぷるくん」がある。